# Toxophora seyrigi
Toxophora seyrigi är en tvåvingeart som beskrevs av Seguy 1934. Toxophora seyrigi ingår i släktet Toxophora och familjen svävflugor.
Artens utbredningsområde är Madagaskar. Inga underarter finns listade i Catalogue of Life.